# Puerto autónomo de Duala

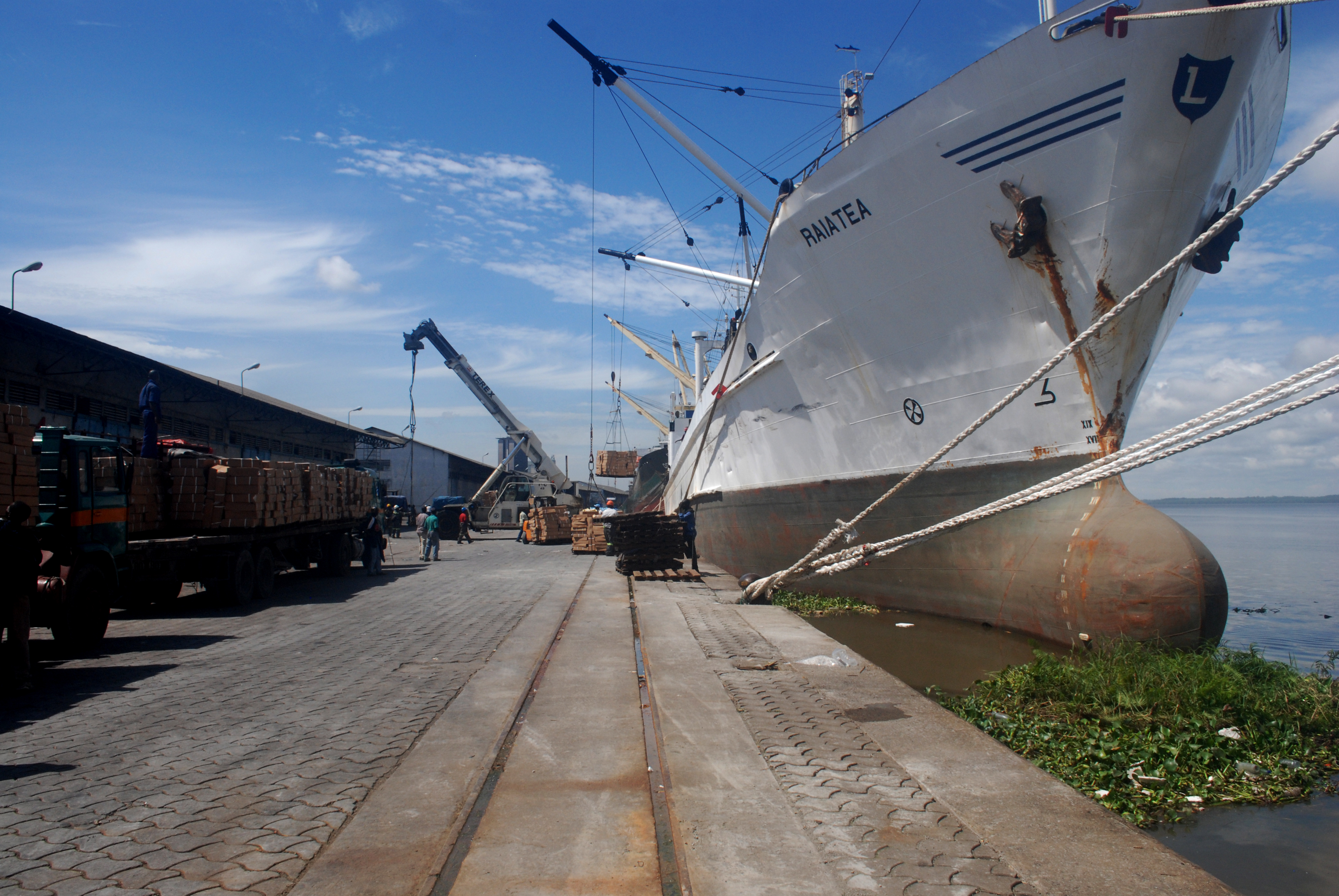
El Raiatea descargando en el puerto de Duala

El Puerto autónomo de Duala (en francés: Port autonome de Douala) es una empresa que es propietaria del primer centro de actividad portuaria en el país africano de Camerún, el puerto de Douala. Esta empresa pertenece al gobierno de Camerún. Se encuentra ubicado en el estuario Wouri en el lado del litoral costero, con vistas al océano Atlántico. Proporciona el 95% del tráfico portuario nacional de Camerún y es el primer puerto de la CEMAC. También ayuda a servir a los países sin litoral de Chad y la República Centroafricana, a través de acuerdos individuales. Como tal, las exportaciones e importaciones con origen o destino a estos países se benefician de tarifas preferenciales.